# 光滑赤旋螺
光滑赤旋螺（学名：Pleuroploca glabra），是新腹足目旋螺科Pleuroploca的一种。主要分布于台湾，常栖息在潮间带岩石到水深3 米。